# 페토의 역설
페토의 역설(Peto's paradox)은 종 수준에서 암 발병률이 유기체의 세포 수와 상관관계가 없어 보인다는 관찰이다. 예를 들어, 고래가 인간보다 많은 세포를 가지고 있음에도 불구하고, 인간의 암 발병률이 고래의 암 발병률보다 훨씬 높다. 발암 가능성이 세포 전체에 걸쳐 일정하다면, 세포 수가 더 많은 고래가 인간보다 암 발병률이 더 높을 것으로 예상할 수 있는데도 말이다. 페토의 역설은 이 연관성을 처음 관찰한 영국의 통계학자이자 전염병학자인 리처드 페토의 이름을 따서 명명되었다.

## 역사
페토는 1977년에 처음으로 이 역설을 공식 발표했다. 페토는 암의 다단계 모델에 대한 개요를 작성하면서 세포 대 세포 기반에서 인간이 쥐보다 암에 훨씬 덜 취약하다고 언급했다. 페토는 진화론적 고려가 종에 따라 세포당 발암률을 변화시키는 원인이 될 수 있다고 제안했다. 그러나 이 역설은 현재까지도 미해결 상태로 남아 있다.

## 종

### 같은 종
같은 종의 구성원 내에서는 암 위험과 신체 크기는 양의 상관 관계가 있는 것으로 보인다.
1998년에 발표된 17,738명의 영국 남성 공무원에 대한 25년 종단 연구에서는, 흡연과 같은 위험 요소를 통제한 후에도 높은 수준의 통계적 확신으로 키와 암 발병률 사이에 양의 상관 관계가 있음을 보여주었다. 비슷하게 100만 명 이상의 영국 여성을 대상으로 한 2011년 연구에서도 여러 사회경제적 및 행동적 위험 요소를 통제한 후에도 암과 키 사이의 관계에 대한 강력한 통계적 증거를 발견했다. 2011년 가축화된 북미 개 74,556마리의 사망 원인을 분석한 결과도 가장 작은 품종에서 암 발병률이 가장 낮았으며, 이는 이전 연구의 결과를 재확인시켜준다.

### 다른 종
그러나 종이 다르다면 이 비례 관계는 성립하지 않는다. 2015년 연구에서 샌디에이고 동물원은 51그램의 줄무늬 풀쥐부터 100,000배 더 큰 4,800킬로그램의 코끼리에 이르기까지 크기가 다양한 36종의 포유류를 조사했다. 이 연구는 신체 크기와 암 발병률 사이에 관계가 없음을 발견하였고, 페토의 초기 관찰에 대한 경험적 지원을 제공한다.

## 진화적 고려사항
다세포생물의 진화는 어느 정도 암의 억제를 필요로 했으며, 다세포성의 기원과 암 사이의 연관성이 발견되었다. 더 크고 더 오래 사는 몸을 만들기 위해 유기체는 더 큰 암 억제가 필요했다. 증거에 따르면 코끼리와 같은 큰 유기체는 암을 피할 수 있는 적응력이 더 많다. 중간 크기의 유기체가 이러한 유전자를 상대적으로 적게 가지고 있는 이유는 이러한 유전자가 부여한 암 예방의 이점이 중간 크기의 유기체의 경우 단점, 특히 생식력 감소가 더 컸기 때문일 수 있다.
다양한 종은 암을 억제하는 다른 메커니즘을 진화시켜 왔다. 2015년 1월 Cell Reports의 한 논문은 장수와 관련이 있을 수 있는 북극고래(Balaena mysticetus)의 유전자를 발견했다고 주장했다. 비슷한 시기에 두 번째 연구팀은 벌거숭이뻐드렁니쥐에서 종양의 발달을 차단하는 것으로 보이는 다당류를 확인했다. 2015년 10월, 두 개의 독립적인 연구에 따르면 코끼리는 게놈에 20개의 종양 억제 유전자 P53 사본이 있지만, 인간과 다른 포유동물은 하나만 있다. 추가 연구에 따르면 보존된 매머드의 DNA에는 14개의 유전자 사본이 있지만, 코끼리와 가장 가까운 살아있는 친척인 매너티와 hyraxes의 DNA에는 유전자 사본이 1개뿐이다. 결과는 페토가 이론화한 것처럼 동물 크기와 종양 억제 사이의 진화적 관계를 시사한다.

## 대사 및 세포 크기 고려 사항
Maciak과 Michalak의 Evolutionary Applications에 실린 2014년 논문은 "세포 크기와 종 간의 대사 및 세포 분열 속도 모두에 대한 크게 과소평가된 관계"를 역설의 기저에 깔린 핵심 요인으로 강조하고, "큰 유기체는 더 크고 천천히 에너지 전환율이 낮은 세포를 분열시켜 암 발병 위험을 크게 줄인다."고 했다.
Maciak과 Michalak은 세포 크기가 포유류 종에 걸쳐 균일하지 않기 때문에, 신체 크기가 유기체의 세포 수에 대한 불완전한 대리인이 된다고 주장한다(예를 들어, 코끼리의 개별 적혈구 부피는 첨서의 적혈구 부피의 약 4배이다). 게다가, 큰 세포는 작은 세포보다 더 천천히 분열하는데, 그 차이는 유기체의 수명 동안 기하급수적으로 합성된다. 세포 분열이 적다는 것은 암 돌연변이의 기회가 적다는 것을 의미하며 암 발병의 수학적 모델은 세포 분열 속도에 매우 민감한다. 또한, 큰 동물은 일반적으로 잘 정의된 역 대수 관계에 따라 기초대사율이 낮다. 결과적으로, 그들의 세포는 단위 체질량당 시간이 지남에 따라 더 적은 손상을 입게 된다. 이러한 요인들이 결합되어 역설의 많은 부분을 설명할 수 있다.

## 의학 연구
크기가 큰 동물이 그들의 많은 세포에서 암을 억제할 수 있다는 것은 의학 연구 분야에 박차를 가했다.
한 실험의 실험쥐는 코끼리와 유사하도록 활성 P53 종양 항원을 상시 발현하도록 유전적으로 수정되었다. 이렇게 돌연변이 된 실험쥐는 종양 억제 능력이 증가했지만, 조기 노화의 징후도 보였다.
또 다른 연구에서는 p53을 정상적인 규제 통제하에 두었고 조기 노화의 징후를 찾지 못했다. 천연 프로모터인 p53에서는 구성적으로 발현되는 p53과 달리 조기 노화를 일으키지 않는다고 가정한다.

## 같이 보기
- 종양 억제 유전자